# Vallesaurus
Vallesaurus es un género extinto de drepanosauromorfo elyurosaurio del Triásico tardío. Encontrado por primera vez en el norte de Italia en 1975, es uno de los drepanosaurios más primitivos. V. cenenis es la especie tipo, que se mencionó por primera vez en 1991 pero que solo se describió formalmente en 2006. Una segunda especie, V. zorzinensis, fue nombrada en 2010.

## Descubrimiento
El primer espécimen de Vallesaurus cenensis, MCSNB 4751, fue encontrado en 1975 por el personal del Museo Civico di Scienze Naturali de Bérgamo, Italia. El género fue nombrado en honor al profesor Valle, ex director del museo. La especie, por otro lado, recibió el nombre de un municipio local llamado Cene, que era vecino del sitio donde se excavó el fósil. El espécimen fue entregado al paleontólogo Rupert Wild para que lo estudiara en el Museo Staatliches de Stuttgart, Alemania. Wild mencionó brevemente a "Vallesaurus cenensis" en 1991, pero sin describirlo formalmente ni identificar el espécimen holotipo. Pinna (1993) enumeró el nombre cuando inspeccionó reptiles del Triásico en Italia e identificó MCSNB 4751 como su holotipo. Renesto y Binelli describieron formalmente Vallesaurus cenensis en 2006 y atribuyeron el nombre a Wild. Sin embargo, Renesto et al. (2010) posteriormente atribuyeron el nombre a Renesto & Binelli (2006), argumentando que Vallesaurus cenensis era un nomen nudum previo a ese estudio. Una segunda especie, V. zorzinensis, se encontró en el mismo lugar y se identificó a partir del espécimen MCSNB 4783. Su nombre específico se refería a la Formación Caliza Zorzino, donde se encontró el holotipo.

## Descripción
Vallesaurus es un pequeño drepanosáurido de unos 15 cm de largo. La manus (mano) es pentadáctila, siendo el cuarto dedo el más largo e igual en longitud al húmero. El tarso (tobillo) tiene una central que se articula con la tibia. Además, el pie de Vallesaurus también ha modificado distales tarsos y metatarsos, y un hallux sin garra.
Vallesaurus difiere en algunas características de otro drepanosaurio, Megalancosaurus. Vallesaurus tiene un hocico proporcionalmente más corto y más alto, un maxilar más grueso y más grande y un conjunto de dientes maxilares, y una vértebra cervical más corta. También carece de la fusión entre las espinas neurales de la segunda y tercera vértebras dorsales. Vallesaurus se diferencia de Drepanosaurus, otro drepanosaurio, en que carece de la enorme garra que se encuentra en el segundo dedo de la mano. Se puede distinguir de Drepanosaurus, Megalancosaurus y posiblemente Dolabrosaurus por la falta de una espina terminal al final de la cola. Además, Vallesaurus también se diferencia del Hypuronector, un drepanosaurio relacionado, en tener espinas neurales extendidas anteroposteriormente de las vértebras dorsales anteriores y extremidades anteriores mucho más cortas que las posteriores.